# 온대 저기압

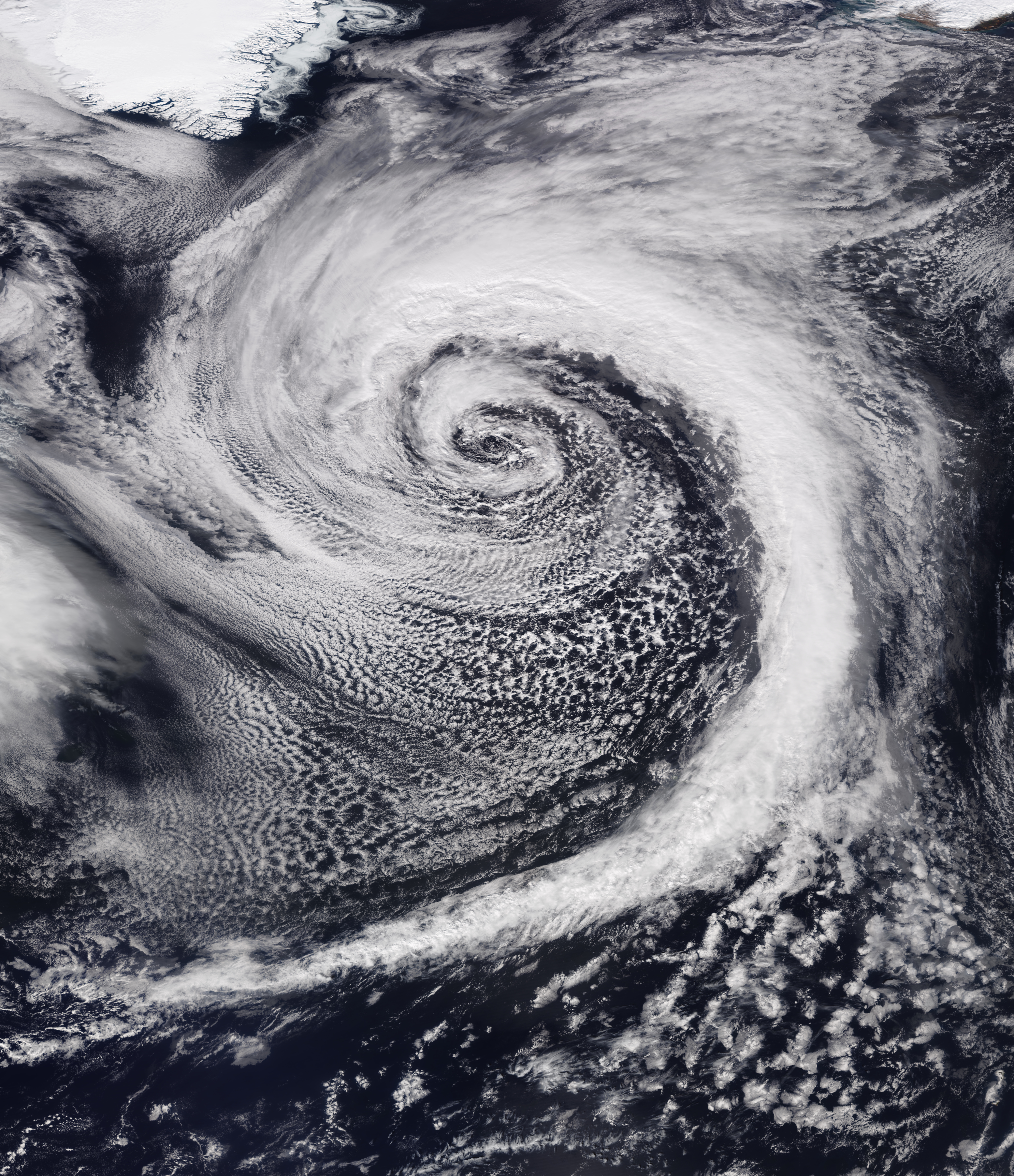
2022년 3월 대서양 상공에 형성된 강력한 온대 저기압.

온대 저기압(溫帶低氣壓, Extratropical cyclone), 온대성 저기압, 또는 중위도 저기압(Mid-latitude cyclone), 파동성 저기압(Wave cyclone)은 주로 온대에서 발생하는 저기압성 순환으로, 가벼운 비부터 뇌우, 블리자드, 토네이도를 일으키기도 한다. 온대 저기압은 열대 저기압과 달리, 기온과 이슬점 변화가 저기압 중심부터 시작하여 전선을 따라 넓은 범위에서 급격하게 변화한다.

## 용어
온대 저기압은 위도 30°부터 60° 사이에서 형성되기 때문에 이름에 온대가 붙었으며, 처음부터 중위도에서 형성되었으면 중위도 저기압, 열대 저기압이 중위도로 진입하여 생겨났다면 잔존 저기압이라고 부른다. 일기예보 등 대중에 전파할 때에는 단순히 저기압으로 설명하기도 한다.
온대 저기압은 전선을 따라 기온과 이슬점이 원만하게 변화하기 때문에, 경압성을 띈다고 분류된다. 온대 저기압이 소멸되는 단계에서는 열이 저기압 전체에 고르게 퍼지기 때문에, 순압성을 띄게 된다.

## 형성

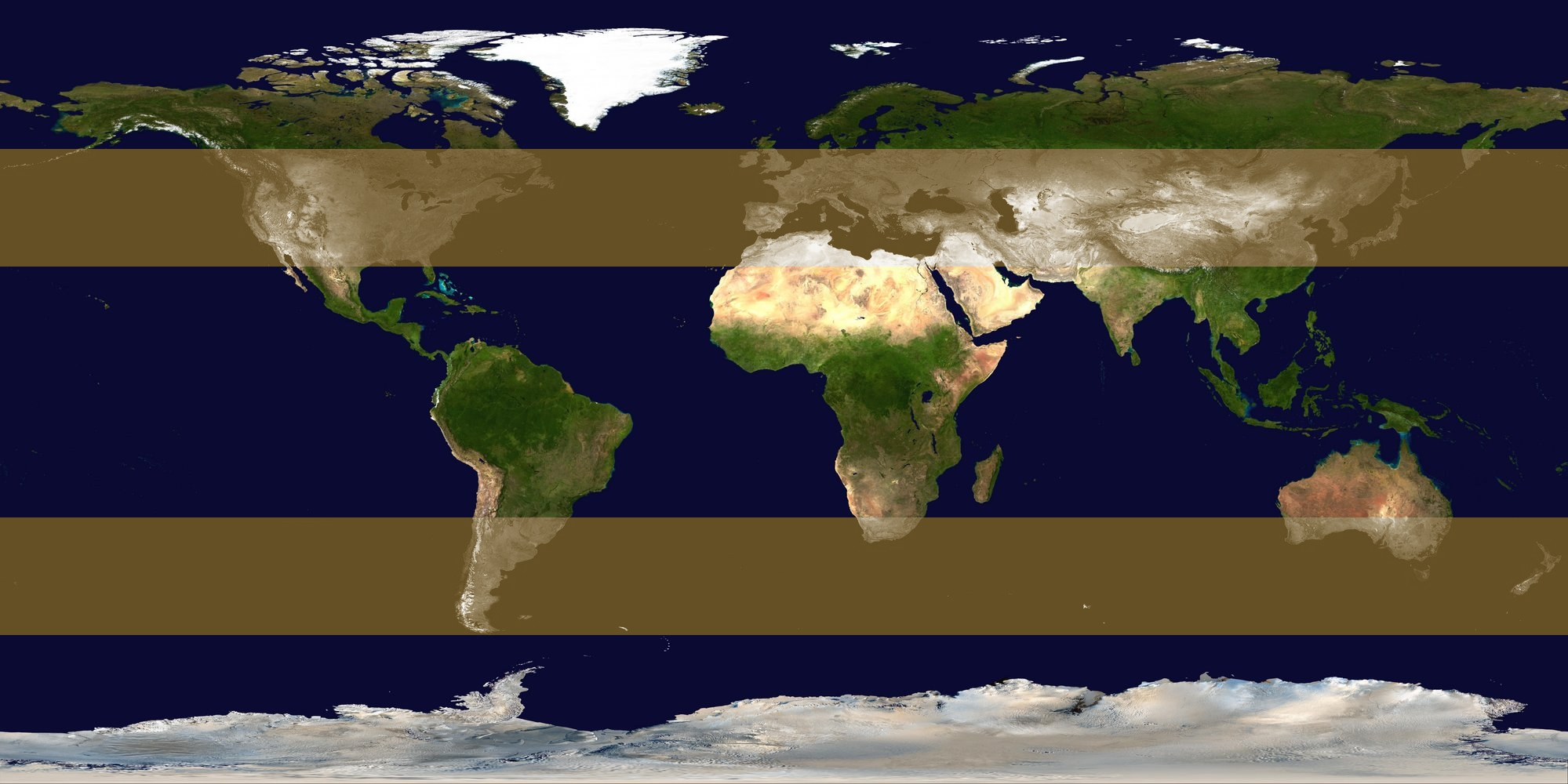
온대 저기압이 형성되는 대략적인 위치.

온대 저기압은 위도 30°와 60° 사이인 온대 어디서나 형성되는데, 자체적으로 형성되기도 하고, 열대 저기압이 변화하여 형성되기도 한다. 1979년부터 2018년까지, 북반구에는 49,745~72,931개, 남반구에는 71,289~74,229개의 온대 저기압이 형성되었다. 한 연구에서는 남반구에서 30도부터 70도까지의 범위에서, 6시간 내에 평균적으로 온대 저기압 37개가 형성되며, 다른 연구에서는 매 겨울마다 온대 저기압 234개가 형성된다고 보았다.

### 자체 형성
온대 저기압은 수직 방향 급변풍이 있는, 기온과 이슬점이 일정한 대역을 따라 형성되며, 경압성 저기압으로 분류된다. 처음에는 전선 주변의 제트류 상층부의 조건이 맞는 사분면에서 저기압이 형성되는데, 이 사분면은 보통 확산 방향의 왼쪽 앞과 오른쪽 뒤이다. 확산으로 인해 기주 꼭대기에서 바람이 불어 나오게 되며, 기주의 질량이 감소하므로 표면 기압(기주의 무게)은 감소한다. 이로 인해 저기압이 형성되어, 주변의 공기가 중심으로 들어오게 되고, 안으로 들어온 공기는 기주를 따라 위로 올라가므로 구름이 생겨난다. 온대 저기압의 세력이 커지면 한랭전선은 저기압 뒤쪽을 돌아 적도 방향을 휩쓰는 형태로 진행한다. 따듯한 공기보다 차가운 공기의 밀도가 높기 때문에, 차가운 공기를 몰아내야 이동할 수 있는 온난전선은 진행 속도가 한랭전선에 비해 느리다. 결과적으로 한랭전선이 온난전선과 겹치면 따듯한 공기가 위쪽으로 밀려 올라가며 폐색전선이 발생한다. 이 때부터 저기압의 중심부가 냉각되기 시작한다.
제트류 상층부의 조건이 맞는 사분면에 있거나, 자연적인 온도 기울기가 있는 곳이어서, 상층부에 작용하는 힘이 클 경우, 기압이 감소하는 속도는 매우 빨라질 수 있다. 시간당 기압이 1 밀리바 (0.030 inHg) 이상 떨어질 경우, 폭발적 저기압 발생이라고 부르며, 폭탄에 비유하기도 한다. 저기압 상층부의 확산이 클수록 저기압의 세기가 커지며, 12월부터 1월 사이에 북태평양과 북대서양에서는 세기가 열대 저기압에 육박하는 온대 저기압이 발생할 수도 있다. 1986년 12월 14일, 아이슬란드 근방에서 발생한 온대 저기압의 중심 기압은 920 밀리바 (27 inHg)까지 감소했는데, 이는 5등급 허리케인에 해당하는 정도였다.

### 열대 저기압의 변화
상부 기압골의 압력이 크거나, 단파가 편서풍을 타고 있을 경우, 열대 저기압은 위도 30° ~ 40° 사이에서 소멸할 때 온대 저기압으로 변화하는데, 북태평양과 북대서양 지방에서는 이 단계를 잔존 저기압(Post-Tropical Cyclone)이라고 부른다. 이렇게 형성된 온대 저기압은 주변 경압계의 기압골이나 전선과 합쳐지는데, 이 과정에서 겉보기 크기는 증가하며, 중심의 세력은 약화한다. 하지만 간혹 온대 저기압으로의 변화가 끝난 후 기압골의 에너지를 받아 세력이 다시 커지는 경우도 있다. 모양 또한 대칭에서 점차 비대칭으로 바뀐다.
열대 저기압이 온대 저기압으로 변화할 때는 고도가 높아질수록 차가운 공기의 반대 쪽으로 경사가 생기며, 에너지원 또한 잠열에서 경압 과정으로 변화한다. 최종적으로는 중심 저기압의 온도가 떨어져 냉각된다.
간혹 온대 저기압이 수직 방향 급변풍이 없는, 따듯한 바다 위에 들어가게 되면, 온대 저기압이 열대 저기압으로 변하기도 하며, 이 경우 차가운 저기압 중심부가 천천히 열대 저기압의 중심부로 변화한다. 대표적인 예시로는 1991년 퍼펙트 스톰이 있다.
미국 합동태풍경보센터에서는 가시광선 및 적외선 위성 사진을 이용해 열대 저기압의 세기를 추정하는 법을 토대로 한, 열대 전이법(Extratropical Transition Technique, ET)을 사용하여 열대 저기압이 온대 저기압으로 변화하였는지를 판정한다. 열대 저기압의 중심 대류가 사라지면 드보락법 자체가 성립하지 않아 비현실적으로 낮은 수치가 나오게 되는데, 이 원리와 아열대 저기압의 세기를 판별하는 법을 결합하여 사용한다. 이 방법은 열대 저기압이 속도를 유지한 채 전선과 상호작용하거나 중심의 대류가 사라질 경우 적용한다. XT 척도는 드보락 철도와 같은 원리로 적용되는데, 온대 저기압으로 변화 중임을 표시하기 위해 'T' 대신 'XT'를 사용한다. 또한, 온대 저기압으로의 변화가 일어나지 않고 소멸할 경우에는 사용하지 않으며, 저기압 중심부가 완전히 냉각된 이후에도 더 이상 쓰지 않는다.

## 발달

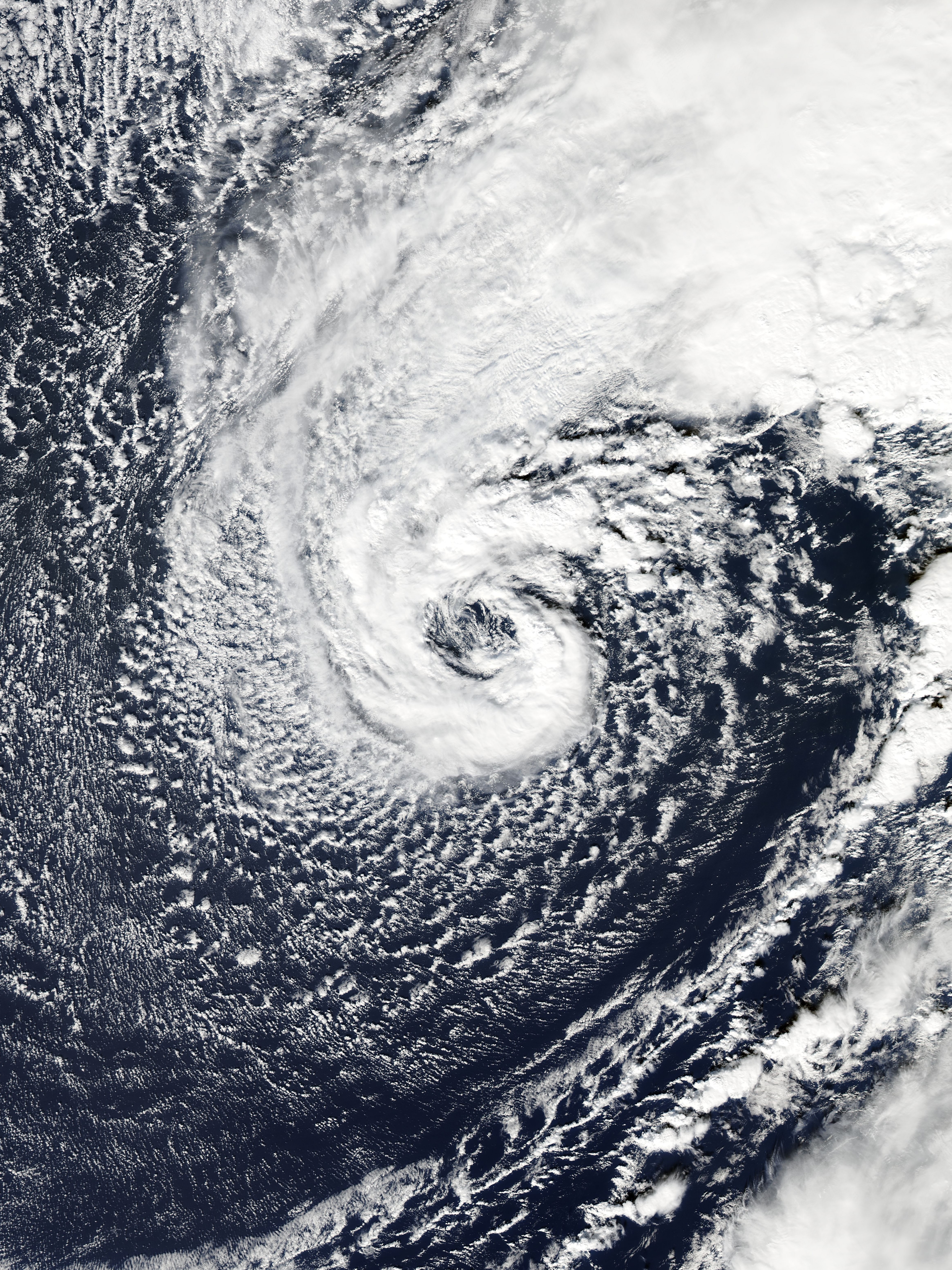
2016년 1월 북대서양에서 발생한 온대 저기압으로, 고립폐색으로 인해 눈처럼 생긴 구조가 나타났다. 이 저기압은 이후 열대 저기압인 허리케인 알렉스로 발달했다.

온대 저기압의 발달과 생애를 설명하는 모형은 크게 두 가지가 있다.

### 노르웨이 저기압 모형
노르웨이 저기압 모형은 제1차 세계 대전 직후 개발된, 더 오래된 모형으로, 저기압성 순환이 전선면을 따라 이동해, 결국 폐색되어 춥고 순압한 환경에 이른다는 모형이다. 노르웨이 저기압 모형은 육지에서의 기상 관측을 토대로 만들어졌으며, 현대에도 육지에서의 온대 저기압 발달을 잘 설명한다는 이점을 지니고 있다.

### 샤피로-카이저 모형
온대 저기압을 설명하는 두 번째 모형은 1990년에 개발된 샤피로-카이저 모형으로, 노르웨이 저기압 모형과의 차이점은 한랭전선의 분할이 일어나고, 온난한 폐색전선을 온난전선과 같은 것으로 취급하며, 한랭전선이 온난전선과 수직인 온난역을 통과할 수 있다는 것이다. 샤피로-카이저 모형은 해양, 특히 대서양을 지나는 항공기에서 수집한 전선의 수직 구조 자료를 기반으로, 해양에서 형성된 온대 저기압을 기준으로 만들어졌다.

#### 온난 고립폐색
온난 고립폐색은 온대 저기압의 성숙 단계로, 1980년 후반 대서양 급속 강화 사이클론 연구(Experiment on Rapidly Intensifying Cyclones over the Atlantic, ERICA)에서 해양에서 발생한 저기압의 아랫쪽이 비정상적으로 따듯하고, V자 모양으로 접힌 온난전선에 둘러싸여 있으며, 표면 풍속이 강한 지역 또한 V자 모양으로 분포한다는 사실이 밝혀진 이후, 제기된 이론이다.
온난 고립폐색은 중심에 태풍의 눈과 비슷하게 구름이 없고 기압이 낮은 영역이 생기며, 열대 저기압 정도의 바람이 불며, 강한 대류가 일어난다. 온난 고립폐색의 강도가 강할 경우 중심부 기압이 950 밀리바 이하로 떨어지기도 한다.
온난 고립폐색의 발달에는 잠열의 흐름이 중요하기 때문에, 대다수는 바다 위에서 발생한다. 온난 고립폐색 근처의 해안가는 태풍과 비슷하게 강한 비바람의 피해를 입을 수 있다. 기후학적으로, 북반구에서는 온난 고립폐색이 겨울에만 일어나는 데 비해, 남반구에서는 사계절 내내 발생한다.
북인도양을 제외한 모든 열대 지방에서는 열대 저기압이 온대 저기압으로 바뀜에 따라, 온난 고립폐색이 발생해 폭풍이 다시 강해질 수 있다.

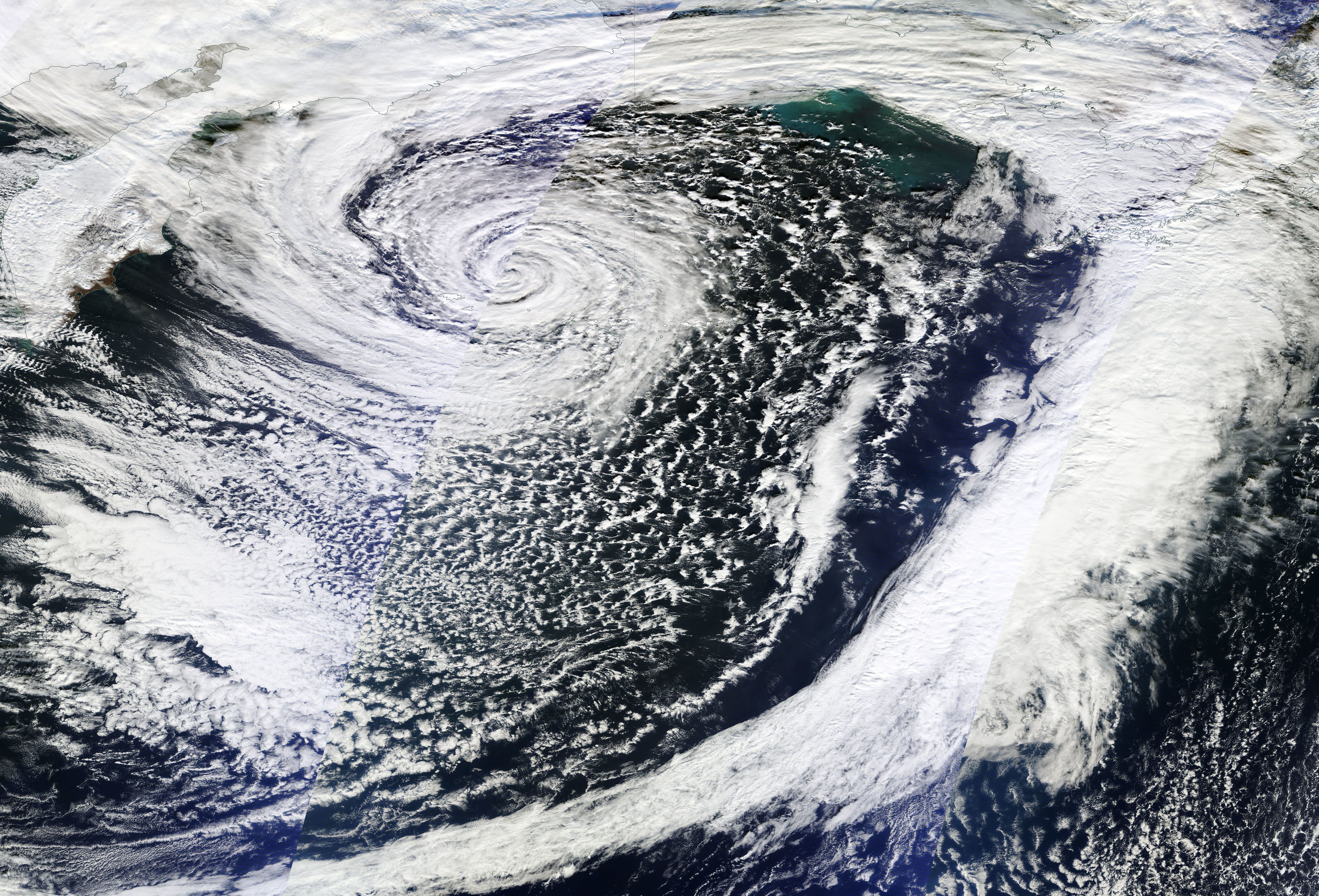
베링해에서 온대 저기압으로 바뀌고 있는 태풍 누리.

## 구조

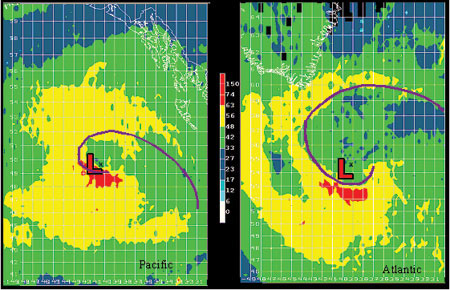
QuikSCAT 위성이 촬영한, 바다 위에 있는 온대 저기압. 풍속이 최대가 되는 지점은 폐색전선 바깥에 위치한다.

### 표면 기압 및 바람 분포
온대 저기압의 바람장은 표면의 기압에 관련하여, 거리에 따라 감소하는데, 기압이 가장 낮은 곳은 저기압 중심이며, 풍속이 가장 높은 곳은 보통 기압 경도력이 가장 강한 온난전선, 폐색전선, 한랭전선의 차가운 공기가 있는 부분이다. 한랭전선과 온난전선의 서쪽 방향과 극 방향은 차가운 지역, 동쪽 방향과 적도 방향은 따듯한 지역이라고 부른다.

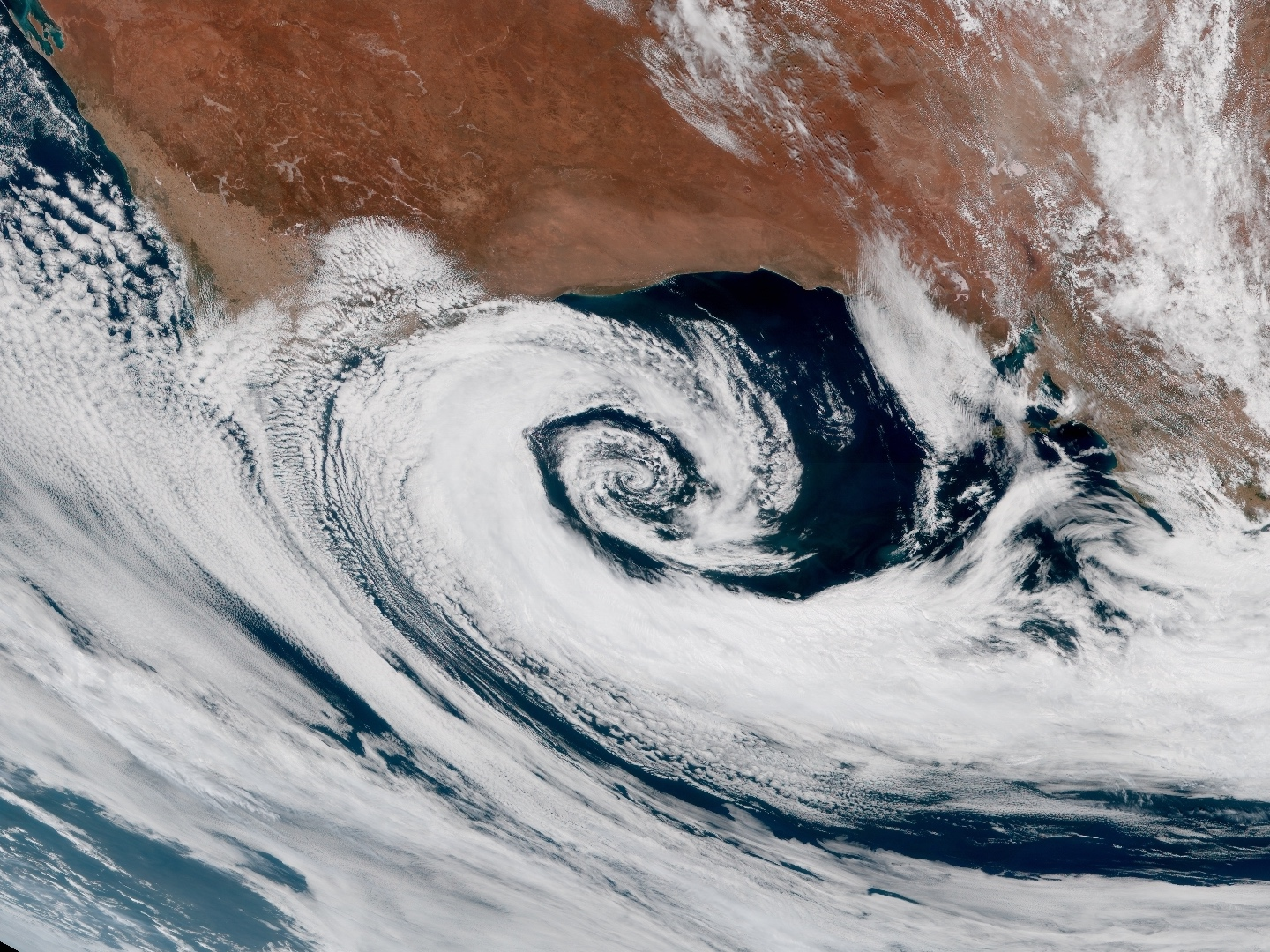
열대 저기압과 같은 원리로, 온대 저기압도 남반구에서는 시계 방향으로 회전한다.

코리올리 효과로 인해, 온대 저기압의 바람 방향은 북반구에서 반시계 방향, 남반구에서 시계 방향이다. 중심 근처에서는 기압 경도력과 코리올리힘이 서로 평형을 이루어야 온대 저기압이 스스로의 압력으로 붕괴하지 않는다. 저기압이 발달함에 따라 중심의 기압은 감소하며, 저기압 바깥의 기압은 평균으로 유지된다. 온대 저기압 대다수에서는 앞쪽의 한랭전선이 온난전선으로 발달해, 일기도에서 볼 수 있는 것처럼, 파동 모양의 전선이 생긴다.
북반구를 기준으로, 온대 저기압이 발달함에 따라, 저기압 동쪽에서 부는 남풍으로 인해, 따듯한 공기의 기압골이 북동쪽에서 북서쪽까지 이어져, 표면의 기압골이 폐색전선의 모양을 따라 차가운 지역까지 이어지게 된다. 이 때 생기는 구름의 모양은 특유의 쉼표 형태를 띄며, 구름을 따라 강한 비와, 경우에 따라서는 뇌우가 발생한다.

### 수직 구조
온대 저기압은 차가운 기단 쪽으로 기울어지며, 고도가 높아질수록 세기가 증가한다. 간혹 높이가 9 km를 넘을 때도 있다. 표면 기온을 기준으로, 온대 저기압 중심부의 기온은 주변에 비해 매우 낮은데, 이는 열대 저기압과 정반대이다. 이를 이용해, 기온과 압력 사이의 관계를 이용하면 저기압의 종류를 판별할 수 있다.

## 이동

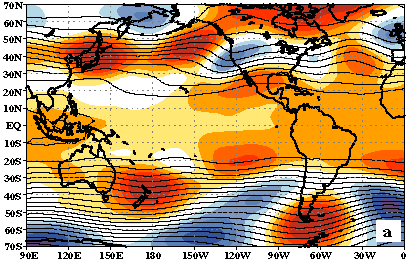
동서풍을 나타낸 도표. 중위도 지방에서 서풍이 강하게 불고 있음을 확인할 수 있다.

2007년 2월 24일, 미국 중부에서 거대한 온대 저기압이 형성되어 극대기에 접어든 모습을 레이더로 본 그림.

온대 저기압은 대부분 편서풍에 의해 북반구와 남반구 모두에서 동쪽으로 움직인다. 이 바람의 흐름은 보통 '동서풍'이라고 부른다. 바람의 방향이 동서 방향에서 자오선 방향(남북 방향)으로 바뀔 경우, 남북 방향으로의 이동 속도 자체는 느려진다.
이동 방향의 변화는 보통 다른 저기압이나 고기압, 기압골, 기압마루와의 상호작용으로 인해 발생한다. 강한 고기압이 있으면 온대 저기압의 진로를 막을 수 있는데, 이 경우 고기압과 온대 저기압 모두가 약화되거나, 온대 저기압이 고기압 옆으로 우회하거나, 둘 모두가 일어난다. 또한 진로를 막는 고기압이 다른 이유로 약해지면 반대로 온대 저기압이 강해지는 상황도 발생한다.
온대 저기압이 다른 온대 저기압과 만나면, 후지와라 효과로 인해 두 저기압이 합쳐지기도 한다. 보통은 두 저기압이 결국 합쳐져 온대 저기압 하나로 합쳐지나, 두 저기압의 방향만 바뀌고 끝나기도 한다. 상호작용의 결과는 두 저기압의 크기, 세기, 둘 사이의 거리, 주변 대기의 상태 등에 따라 달라진다.

## 영향

### 일반적인 영향
온대 저기압은 보통 약한 비를 내리며, 표면 풍속은 15 ~ 30 km/h 정도이지만, 간혹 폭우를 내리거나 풍속이 120 km/h에 달하기도 한다. 온난전선과 관련된 강우대는 넓게 펼쳐져 있으며, 한랭전선과 관련된 강우대는 강한 비나 뇌우가 내리며, 늦가을부터 초봄까지는 대륙의 온도가 낮아 폭설이 일어나기도 한다.

### 극단적인 경우
대기에 수증기가 많고 상층부의 확산이 클 경우, 한랭전선 앞쪽에 스콜선과 뇌우선이 생겨, 우박과 강풍이 발생하며, 방향성 돌풍이 강할 경우 토네이도가 발생할 수도 있다.
열대 저기압이 온대 저기압으로 바뀔 경우, 보통은 빠르게 해체되거나 다른 기상 현상에 흡수되지만, 간혹 강하게 유지되기도 한다.
여름에는 온대 저기압의 세기가 약하지만, 강수량이 많아져 홍수를 일으킬 수 있다. 2016년 7월 황하이 폭풍에서는 강풍이 발생하지 않았지만, 중국 대륙에 대규모 홍수가 일어나, 184명이 사망하고, 재산 피해는 332억 위안(약 6350억 원)에 달했다.
최근에는 온대 저기압에 의해 강풍과 폭우가 같이 발생하는 복합적인 경우가 화제가 되고 있으며, 전체 온대 저기압 발생 건수의 3 ~ 5% 가량을 차지한다.

### 기후 및 대류
에드워드 노턴 로렌즈의 분석에 따르면, 온대 저기압은 극과 적도의 온도 차이로 발생한 위치 에너지를 운동 에너지로 전환하는 과정에서 발생하는 것으로, 온대 저기압을 통해 적도의 에너지가 고위도로 전달되어 온도 차이가 감소한다. 온대 저기압은 운동 에너지와 잠열을 전달함으로서, 알류샨 저기압과 아이슬란드 저기압을 형성하는 데 영향을 끼치기도 한다.

## 역대 온대 저기압

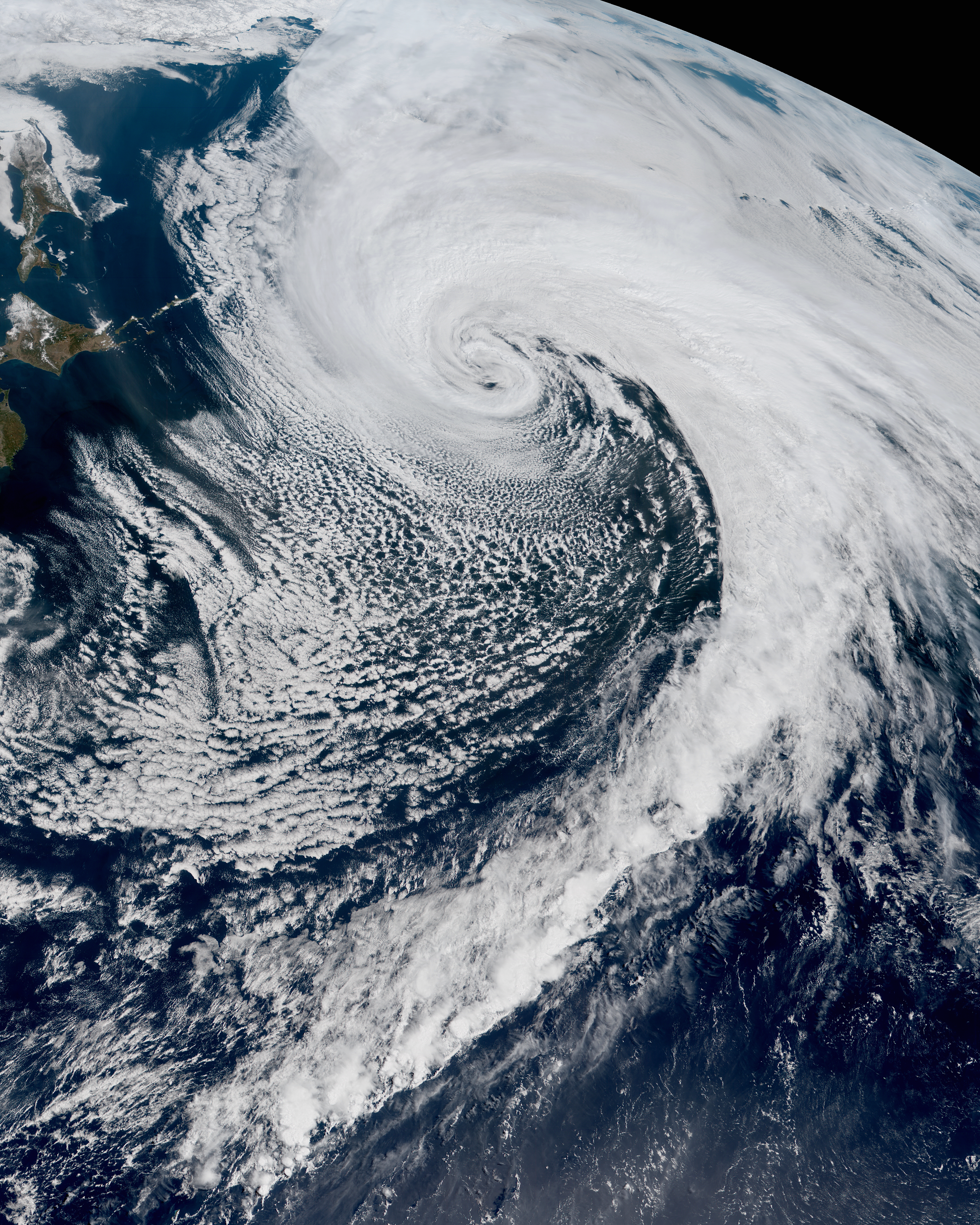
태풍 수리개의 변질로, 2021년 4월 27일 홋카이도 동쪽에 형성된 온대 저기압으로, 온대 저기압 특유의 쉼표 모양 구조를 볼 수 있다.

조선왕조실록을 분석한 한 연구에서는, 1446년에 발생한 홍수 피해가 온대 저기압으로 인한 것이라고 추정하였다.
1975년 11월 10일 슈피리어호에 온대 저기압이 강타해 미국-캐나다 국경 근처에 있던 화물선 에드먼드 피츠제랄드호가 침몰했다.
1984년 10월 11일, 빠르게 세력이 커지던 온대 저기압이 밴쿠버섬을 지나며 캐나다 서해안에 계류되어 있던 부표가 대량으로 실종되었다.
2005년 8월 23일, 남반구의 우루과이에 강력한 온대 저기압이 불어 10명이 사망하였다. 수도인 몬테비데오를 통과할 때는 순간 풍속이 160 km/h에 달해, 열대 저기압 정도 세기의 바람이 4시간 동안 지속되었다. 카라스코 국제공항에서의 순간 풍속은 172 km/h, 몬테비데오 항구에서는 187 km/h에 달했다. 최저 기압은 991.7 hPa (99.17 kPa; 29.28 inHg)였다. 남반구의 초봄에 해당하는 이 시기는 원래 온대 저기압이 흔하게 발생하나, 이 정도로 강한 온대 저기압은 없다시피하였다.
2022년 9월 23일 허리케인 피오나는 잔존 저기압으로 변화하였으나, 세기가 유지된 채 캐나다를 강타하였다.